# Rhipidoglossum magnicalcar
Rhipidoglossum magnicalcar é uma espécie de orquídea, família Orchidaceae, que existe no Gabão. Trata-se de planta epífita, monopodial com caule que mede menos de doze centímetros de comprimento; cujas pequenas flores tem um igualmente pequeno nectário sob o labelo.

## Publicação e sinônimos
- Rhipidoglossum magnicalcar Szlach. & Olszewski, in Fl. Cameroun 36: 860 (2001).

Sinônimos homotípicos:
- Angraecopsis magnicalcar (Szlach. & Olszewski) R.Rice, Prelim. Checklist & Survey Subtrib. Aerangidinae (Orchidac.): 19 (2005).